# Isola Krupskoj
L'isola Krupskoj (in russo остров Крупской, ostrov Krupskoj) è un'isola russa che fa parte dell'arcipelago di Severnaja Zemlja ed è bagnata dal mare di Kara. Amministrativamente fa parte del Tajmyrskij rajon del Territorio di Krasnojarsk, nel Distretto Federale Siberiano.
Probabilmente l'isola è stata dedicata a Nadežda K. Krupskaja, moglie di Lenin.

## Geografia
L'isola si trova nella parte nord-occidentale dell'arcipelago, a sud-ovest dell'isola del Pioniere e a sud del golfo di Kalinin (залив Калинина, zaliv Kalinina). Krupskoj è separata dall'isola del Pioniere dallo stretto Lodočnyj (пролив Лодочный, proliv Lodočnyj), che è di esigue dimensioni e vi si trovano alcune piccole isole senza nome. A sud, lo stretto dell'Armata Rossa la divide dall'arcipelago di Sedov.
L'isola ha molti corsi d'acqua e qualche lago nella parte sud e ovest, la sua altezza massima è di 49 m, la superficie è di 110 km². La punta nord-ovest si chiama come l'isola stessa, capo Krupskoj; a sud, formato da una striscia di terra, c'è capo Korennoj (мыс Коренной).